# Crume-Gletscher
Der Crume-Gletscher ist ein 8 km langer Gletscher an der Pennell-Küste des ostantarktischen Viktorialands. Er fließt in östlicher Richtung in den Ommanney-Gletscher.
Der United States Geological Survey kartierte ihn anhand eigener Vermessungen und Luftaufnahmen der United States Navy aus den Jahren von 1960 bis 1963. Das Advisory Committee on Antarctic Names benannte den Gletscher 1970 nach William R. Crume, Verantwortlicher für den Ausrüstungswartung bei der Flugstaffel VX-6 auf der McMurdo-Station bei der Operation Deep Freeze des Jahres 1968.